# Вулиця Шевченка (Кременчук)
Ву́лиця Шевче́нка — одна з основних вулиць Кременчука. Протяжність близько 2500 метрів. Починається з центра міста і прямує на північний захід. Вулиця названа на честь українського поета, письменника та художника — Тараса Григоровича Шевченка.
Проходить крізь такі вулиці (з початку вулиці до кінця):
| - Миколаївська - Театральна - Університетська - Павлівська - Провулок Челюскінців - Соборна - Ігоря Сердюка - Майора Борищака - Івана Мазепи | - Софіївська - Троїцька - Ірінєєва - Сумська - Махоркова - Ткаченка - Провулок Прорізний - Євгена Коновальця - Раскової |

## Опис
Вулиця вважається однією з найжвавіших у місті, зокрема, через інтенсивний транспортний потік i сполучення з вулицями Першотравнева i Троїцька — центральними транспортними артеріями міста. Рух по цій вулиці — односторонній, крім ділянки дороги від початку вулиці до перехрестя з вулицею Театральною, а також від перехрестя з вулицею Троїцькою до кінця.
На вулиці знаходяться переважно багатоповерхові будинки; центральний ринок, найбільший видавничий дім Полтавської області «Приватна газета», ЗОШ № 19, велика кількість магазинів. За адресою Шевченка 19/3 знаходиться офіс Молодіжного Парламенту Кременчука та Кременчуцького місько комітету молодіжних організацій.

## Історія
У кварталі між вулицями Троїцька та Софіївська було побудовано і 1 вересня 1962 року введено в експлуатацію загальноосвітню школу № 19.